# Matthew Stephens
Matthew Stephens (* 4. Januar 1970 in London, England) ist ein ehemaliger britischer Radrennfahrer.
Stephens begann mit dem Radsport 1986. Seinen ersten Erfolg hatte er 1989 mit dem Sieg der Gesamtwertung während der Hessen-Rundfahrt. Bei den Olympischen Sommerspielen in Barcelona nahm er 1992 am Straßenrennen teil, bei dem er den 61. Platz belegte. 1995 gewann er das Tom Simpson Memorial.
1998 wurde Stephens Profi bei dem britischen Team Harrods und gewann das Straßenrennen der britischen Nationalmeisterschaft. Im Jahr darauf wechselte er zum Linda McCartney Racing Team. Hier gewann er erneut das Tom Simpson Memorial, nahm 2000 am Giro d’Italia teil und gewann 2001 das Rennen Isle of Man International (auch Manx Trophy), das eines der traditionsreichsten internationalen Straßenrennen in Großbritannien war. 2003 war er bei der Gesamtwertung der Tour of Northumberland erfolgreich. Ab 2001 fuhr Stephens für das UCI Continental Team Sigma Sport. Nachdem er sich 2011 während des Eintagesrennens Paris–Troyes das Knie gebrochen hatte, beendete er seine Karriere vorzeitig.
Vor seiner Radsportkarriere war Stephens im Hauptberuf Polizist. Nach dem Ende seiner aktiven Laufbahn wurde er Sportdirektor. Zusammen mit Daniel Lloyd, Tom Last und Simon Richardson kommentierte er bis April 2018 die Videobeiträge des Global Cycling Network.

## Erfolge
1989
- Gesamtwertung Hessen-Rundfahrt

1998
- Britischer Meister – Straßenrennen

## Profiteams
- 1998–1999 Team Harrods (bis 30.06.)
- 1999–2001 Linda McCartney Racing Team (bis 24.02.)
- 2001–2011 Team Sigma Sport (bis 31.07.)